# Extraits du journal d’Adam
Extraits du journal d’Adam (Extracts from Adam's Diary Translated from The Original MS : Extraits du journal d'Adam traduits du manuscrit original) est une longue nouvelle humoristique de Mark Twain, qui adopte la forme d'un journal intime fictif et humoristique. L'œuvre est publiée sous une première forme en 1893, puis reprise et récrite à plusieurs reprises. En 1904, la première parution en volume donne le texte à peu près définitif. La nouvelle forme un diptyque avec le Journal d'Ève.

## Résumé
L'histoire commence à l'arrivée d'Ève au jardin d'Eden. Adam s'étonne tout d'abord de cette nouvelle créature aux longs cheveux qui a la manie de donner un nom à toutes choses et qui mange trop de fruits :
« Cette nouvelle créature aux longs cheveux n'est pas une affaire. C'est toujours accroché à moi, à me suivre. Je n'aime pas ça ; je n'ai pas l'habitude de la compagnie. Je voudrais qu'elle reste avec les autres animaux. »
Après la chute, Adam apprend à apprécier Ève, et se trouve profondément changé par sa compagne. L'amour humain, se substituant à l'amour de Dieu, apparaît alors comme un sentiment qui n'a pas besoin de l'Eden, qui est en lui-même une rédemption :
« Bénie soit la catastrophe qui m’a uni à elle en me révélant la bonté de son cœur et le charme de son caractère ! »
Exclamation qui fait écho à l'épitaphe, dont l'allusion autobiographique est manifeste, écrite par Adam sur la tombe d'Ève, dans le Journal d'Ève :
« Partout où elle était, c'était l'Eden ! »

## Historique du texte et des éditions
Le texte a connu plusieurs versions.
Twain écrivit une première version du texte en 1893, puis, en y apportant quelques modifications, il en fit sa contribution au recueil The Niagara Book, sous le titre “The Earliest Authentic Mention of Niagara Falls, Extracts from Adam’s Diary. Translated from the Original Ms. by Mark Twain”. Une nouvelle version de l'histoire est ensuite publiée dans l'édition de Tom Sawyer détective, en 1897. Pendant cette période, il lut quelques passages de l'œuvre lors de ses conférences autour du monde. En 1904, la version du Niagara Book est republiée chez Harper's, illustrée par Fred Strothmann. L'année suivante, Twain réécrit le texte pour le fusionner avec le Journal d'Ève qu'il préparait pour une publication dans le Harper's Magazine. Mais le texte original fut finalement simplement réédité dans le recueil The $30,000 Bequest, and Other Stories, avec quelques légères modifications.

## Adaptation
The Adventures of Mark Twain, un film en pâte à modeler datant de 1985, comporte de larges passages des journaux d'Adam et Ève. Ce film met particulièrement en avant le caractère autobiographique de ces textes, en dépeignant un Mark Twain accablé par la mort de sa femme, et qui ne souhaite que de terminer sa vie en rejoignant la comète de Halley.

## Éditions
- in The Niagara Book, 1893, sous le titre “The Earliest Authentic Mention of Niagara Falls, Extracts from Adam’s Diary. Translated from the Original Ms. by Mark Twain” (texte original)
- in Tom Sawyer, Detective, 1897 (texte dont les références aux chutes du Niagara ont été supprimées)
- Extracts from Adam's Diary Translated from The Original MS, Harper's, 1904, illustrée par Fred Strothmann (version originale)
- in The $30,000 Bequest, and Other Stories, 1906 (version originale légèrement modifiée)
- The Private Lifes of Adam and Eve, Harper's, 1931 (version originale)

## Traductions en français
- Le Journal d'Adam, in Exploits de Tom Sawyer détective, et autres nouvelles, traduits par François de Gail, Société du Mercure de France, 1904
- Journal d'Adam et Journal d'Ève, trad. de Freddy Michalski, L'Œil d'or, 2004,  (ISBN 2-913661-11-4)
- Journal d'Eve et d'Adam, nouvelle traduction de Berthe Vulliemin, illustrations de Charles Clément, La Tramontane, 1946